# XPNPEP1
Аминопептидаза P1 (англ. X-prolyl aminopeptidase (aminopeptidase P) 1, soluble; XPNPEP1; Xaa-Pro aminopeptidase 1; КФ 3.4.11.9) — цитозольный фермент из группы аминопептидаз P, гидролизирующих пептидную связь с N-конца пролина. Участвует в метаболизме брадикинина.

## Структура и функция
Цитозольная растворимая аминопептидаза P1 является гомодимером и состоит из 2 одинаковых субъедениц размером 71 кДа каждая. Это металлопротеаза и содержит в своём активном центре два иона Mn2+. Участвует в деградации и инактивации брадикинина, активного сосудорасширяющего пептида.

## Активность
Аминопептидаза P1 обладает достаточно широкой специфичностью. Она гидролизует N-концевую пептидную связь у пролина:
```
-X-Пролин-Y- → -X + Пролин-Y-
```

Способна расщеплять такую связь даже в составе ди- и трипептидов.

## Аминопептидазы P
У человека существует 3 фермента с подобной активностью. Однако, несмотря на сходство каталитической активности ферментов их структуры сильно отличаются друг от друга. Аминопептидаза P1 (XPNPEP1) является цитозольным растворимым ферментом. Аминопептидаза P2 (XPNPEP2) связана с мембраной, а аминопептидаза P3 (XPNPEP3) локализуется в митохондрии. Все они являются металлопротеазами. Аминопептидазы P1 и P3 содержат в активном центре 2 иона Mn2+, а аминопептидаза P2 — Zn2+. Аминопептидазы P1 и P2 участвуют в инактивации вазоактивного пептида брадикинина. Роль третьего фермента менее изучена. Известно, что нарушение гена XPNPEP3 приводит к нефропатии.